# Liste des dirigeants du Choa
Voici la liste des souverains du Choa, actuellement une province d'Éthiopie. La dynastie est issue de Sigwe Qal, fils du prince Yaqob mort en 1558, qui était lui-même un des fils cadets de l'empereur Dawit II.

## Princes (Abeto)
- 0000-0000 : Sagwe Qal
- 0000-0000 : Wereda Qal
- 0000-0000 : Lebsa Qal
- 1682-1703 : Negassie Krestos
- 1703-1719 : Sebestyanos
- 1719-1744  : Abbiyé
- 1745-1775 : Amha Iyasou
- 1775-1807 : Asfa Wossen
- 1807-1813 : Wossen Sagad

## Négus
- 1813-1847 : Sahlé Sellassié
- 1847-1855 : Haile Melekot Sahle Selassié
- 1855-1856 : Sahle Maryam
- 1856-1859 : Haile Mikaél
- 1859-1860 : Seyfu Sahle Selassie
- 1860-1865 : Ras Bezabeh, gouverneur
- 1865-1889 : Sahle Maryam, rétabli